# دمای منفی

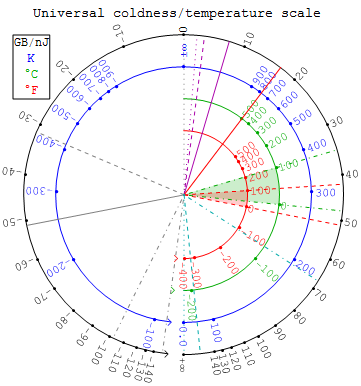
مقیاس سیستم بین‌المللی یکاها برای گرما/سرما

دمای منفی (به انگلیسی: Negative temperature) حالتی‌است که دمای ترمودینامیکی در یک سیستم به زیر صفر مطلق می‌رسد یا به عبارت دیگر اندازه دما در مقیاس کلوین زیر صفر بشود.

## درک مفهومی
همه سیستم‌ها دارای خصوصیت افزایش یکنواخت انتروپی با انرژی نیستند. در برخی موارد، هنگامیکه انرژی سیستم افزایش می‌یابد تعداد ریزحالت‌ها یا پیکربندی‌ها برای بازه مشخصی از انرژی‌ها کاهش می‌یابد.
یک سیستم ایده‌آل اسپینی دارای N اتم با اسپین ۱/۲ را روی یک سیم یک بعدی در نظر می‌گیریم. اتم‌ها برای حرکت از موقعیت‌شان روی سیم آزاد نیستند. تنها درجه آزادی آنها تغییر اسپین (Spin-flip) است. انرژی کل سیستم در یک میدان مغناطیسی قوی (B) برابر است با:
ET=uB(N+-N-)
که در آن u ممان مغناطیسی هر اتم و +N و -N به ترتیب تعداد اتم‌های اسپین بالا و تعداد اتم‌های اسپین پایین هستند. هنگامیکه نیمی از اتم‌ها، دارای اسپین مثبت و نیمهٔ دیگر دارای اسپین منفی باشند، E کل سیستم برابر صفر خواهد بود؛ همچنین هنگامیکه تعداد بیشتری رو به پایین باشند انرژی کل منفی و اگر تعداد بیشتری رو به بالا باشند انرژی کل مثبت است. حداقل انرژی زمانی اتفاق می‌افتد که همه اتم‌ها دارای اسپین رو به پایین باشند. در این حالت انرژی کل برابر uBN- است و دما، صفر مطلق خواهد بود. البته این فقط یکی از پیکربندی‌های سیستم است.
انتروپی برابر با لگاریتم تعداد ریزحالت‌هاست. در این مورد خاص log1=۰ است. حال اگر به سیستم یک بسته انرژی کوانتومی به اندازه uB بیفزاییم، یک اتم اجازه خواهد داشت که اسپین خود را رو به بالا تغییر دهد، به همین دلیل N حالت جدید به وجود می‌آید و در این صورت داریم که انتروپی log N است.
اگر بسته دیگری از انرژی کوانتومی به مجموعه بیفزاییم، به اندازه N(N-۱)/۲ پیکربندی جدید با دو اسپین رو به بالا خواهیم داشت. انتروپی به سرعت افزایش می‌یابد و دما نیز به همان صورت بیشتر می‌شود؛ با این‌حال برای این سیستم انتروپی تا ابد افزایش نمی‌یابد.
حداکثر انرژی این سیستم می‌تواند به اندازه uBN+ باشد که در آن همه اسپین‌ها رو به بالا هستند. در این حالت نیز فقط یک ریزحالت موجود است و بدین ترتیب انتروپی نیز صفر است. حال اگر یک بسته انرژی uB را از مجموعه کم کنیم به یک اسپین اجازه داده‌ایم تا رو به پایین تغییر کند. باز هم در این حالت N ریزحالت داریم، یعنی با کاهش انرژی افزایش انتروپی خواهیم داشت. به جمله اول، بازمی‌گردیم. در واقع بیشینه بی‌نظمی مربوط به انرژی کل صفر است که در آن نیمی از اتم‌ها رو به بالا و نیمی دیگر رو به پایین هستند. اکنون سیستمی را طراحی کردیم که هرچه انرژی را بیفزاییم دما به سمت مثبت میل می‌کند تاجاییکه انتروپی به حداکثر مقدار خود برسد؛ یعنی زمانیکه نیمی از اسپینها رو به بالا هستند.
از آن به بعد هرچه انرژی افزایش یابد انتروپی کم می‌شود، اما دما منفی می‌گردد و از بی‌نهایت منفی به سمت صفر میل می‌کند.

## دمای منفی گرمتر از دمای مثبت است
وقتی سیستمی دارای دمای منفی است، از زمانی‌که دارای دمای مثبت است گرمتر خواهد بود. برای اثبات این مسئله کافیست که یک کپی از این سیستم را در ارتباط گرمایی با خود آن قرار دهیم، به شرطی که یکی از آنها دارای دمای مثبت و دیگری دارای دمای منفی باشد؛ خواهیم دید که گرما از سیستم دارای دمای منفی به سمت سیستم دارای دمای مثبت حرکت خواهد کرد. دمای مثبت سرد و منفی گرم

## امکان‌پذیری
اتم‌ها همواره دارای درجات آزادی دیگری علاوه بر اسپین هستند. معمولاً انرژی کل سیستم تا جاییکه اتم دارای درجات آزادی انتقالی باشد بالا می‌رود؛ بنابراین فقط درجات آزادی معین اتم می‌توانند دمای منفی به خود بگیرند. تعریف دما-اسپینِ یک مجموعه از اتم‌ها، تا وقتی‌که شرایطشان مشترک است نشات گرفته از همین موضوع است: جفت شدن بین اسپین‌های اتمی و درجات آزادی دیگر، ضعیف و جفت شدن بین اسپین‌های اتمی قوی است و این سبب می‌شود مقیاس زمان برای انرژی برای جریان یافتن از اسپین‌ها، درون درجات آزادی دیگر در مقایسه با زمان گرمادهی اسپین‌ها در بین خودشان بسیار بزرگتر باشد. این نکته بیان می‌دارد که دمای اسپین از دمای اتم منفک است و البته این اتفاق فقط در میدان مغناطیسی خارجی قوی و آن هم صرفاً برای اسپین‌های هسته می‌افتد. سیستم‌های اسپینی هسته‌ای و الکترونی می‌توانند به وسیله تکنیک‌های فرکانسی تابشی مقتضی، به دماهای منفی بروند.

## تکنیک فرکانسی تابشی
آزمایش صورت پذیرفته در این زمینه توسط آلارد موسک استاد فیزیک دانشگاه تونته هلند صورت گرفت:
نخست از لیزر برای تجمیع اتم‌ها در یک نقطه یه صورت توپ صلب استفاده شد تا حداقل انتروپی را بیابد. سپس از جهات مختلف لیزرهای دیگر برای ساختن یک ماتریس نوری که در اصطلاح شبکه نوری خوانده می‌شد به کار گرفته شدند که توپ صلب اتمی را با تعدادی حفره کم‌انرژی احاطه کنند. سپس دسته اول لیزرها برای جدا کردن اتم‌های توپ صلب اتمی تنظیم شدند. این باعث شد تا اتم‌ها در حالت ناپایداری قرار گیرند، به گونه‌ای که اگر فرض کنیم در نوک قله کوه در تعادل بودند، به پایین غلتانده می‌شدند. شبکه نوری نقشی شبیه شکاف‌های موجود در دامنه کوه را ایفا می‌نمود؛ به نحوی که اتم‌ها را متوقف می‌کرد. در این حالت بسیاری از اتم‌ها انرژی پتانسیل خود را از دست می‌دادند و این به آنها اجازه می‌داد که از روی دیگر اتم‌ها چرخ خورده و باعث افزایش بی‌نظمی شوند. ایده موسک توسط آخیم روش در دانشگاه کلن آلمان بهبود یافته و محاسبات وی و همکارانش به‌مراتب از مطالعات قبلی امکان‌پذیرتر و عملیاتی‌تر است.